# Hora Decubitus
Pour les articles homonymes, voir Hora et Décubitus.
Clip vidéo
[vidéo] « Charles mingus - Hora Decubitus », sur YouTube
[vidéo] « Charles Mingus - Eh's Flat Ah's Flat Too », sur YouTube
Hora Decubitus (L'heure de se coucher, en latin) est un standard de jazz post-bop, composé par le pianiste-contrebassiste-compositeur de jazz américain Charles Mingus, enregistré avec son big band jazz post-bop sur son album Mingus Mingus Mingus Mingus Mingus de 1964. Un des plus importants succès de sa carrière, et de l'histoire du jazz post-bop.

## Histoire
Très influencé par le jazz bebop du saxophoniste virtuose Charlie Parker, Hora Decubitus de Charles Mingus est une reprise adaptée de sa précédente composition et succès « E's Flat, Ah's Flat Too » (de son album majeur Blues & Roots de 1959) enregistrée avec son big band jazz post-bop, composé de : Charles Mingus (contre basse, piano), Jaki Byard (piano), Eddie Preston (en) (trompette),  Richard Williams (en) (trompette), Rolf Ericson (trompette), Britt Woodman (en) (trombone), Quentin Jackson (en) (trombone), Jimmy Knepper (trombone), Eric Dolphy (saxophone alto, clarinette, contre basse, flûte), Jerome Richardson (saxophone baryton et soprano, flûte), Dick Hafer (en) (saxophone ténor, clarinette, flûte), Charlie Mariano (saxophone ténor), Booker Ervin (saxophone ténor), Don Butterfield (en) (tuba), Jay Berlinger (guitare), Walter Perkins et Dannie Richmond (batterie).

## Reprises
Le chanteur britannique Elvis Costello la reprend en version jazz symphonique, en y ajoutant des paroles en anglais, pour son album My Flame Burns Blue, de 2006.
Ce standard de jazz est repris entre autres par le Mingus Big Band (Grammy Awards du meilleur album big band jazz 2005)...